# 福生市福祉バス
福生市福祉バス（ふっさしふくしバス）は、東京都福生市が運行するコミュニティバス（自治体バス）。市内在在の交通弱者向けの市内循環バスである。運賃は無料。運行は武州交通興業瑞穂営業所に委託している。

## 福生市の概要
福生市の行政面積は10.16km2だが、その32.6%を在日米軍横田基地が占め、基地を除いた実質的な行政面積は、東京都多摩地域26市の中では、狛江市に次いで2番目に小さい。
なお市の人口（住民基本台帳登録人数）は2018年5月1日現在、福生市は58,558人、狛江市は82,197人と、福生市の方がかなり少ない。
市内の公共交通は、鉄道網は運転本数が不十分ながら、鉄道路線は2社4線（JR青梅線・五日市線・八高線、西武拝島線）、鉄道駅は5駅（拝島駅、青梅線牛浜駅・福生駅、五日市線熊川駅、八高線東福生駅）が存在する。また立川バス、西東京バスによる一般路線バスも存在する。

## 福祉バスの歴史
福生市ではコミュニティバスの導入検討もあったが、調査でも採算面から有料のコミュニティバスの導入は非常に難しいと判断し、従来からある福祉センターの無料送迎バスを拡充する形で、2008年5月7日から、2台、2コースによる市内福祉施設などを循環する福祉バスの試行運行を開始した。同年10月には時刻変更して利便性を高めている。
2年間の試行運用を経て、2010年4月1日に本格運行を開始した。現行の福生コース・熊川コースに再編され、新型車両でノンステップバスの日野・ポンチョを2台導入した。本格運行開始日にはバスの起終点となる福祉センターで出発式が行われ、市長らによるテープカットとバス運転手への花束贈呈が行われた。出発式典の様子は、西多摩地域の地方新聞『西の風新聞』でも報道された。
バス車両の愛称「つつじ号」・「もくせい号」は福生市の木・花にちなむ。
利用者はさまざまな交通弱者が想定されている。
なおこの事業は、防衛省の補助金の活用によって行われている。
また、有償の乗合バス化して誰でも乗れるようにしてほしいという意見も根強いとして、その実現を政策に掲げている市議会議員・政党もある。
2024年1月9日から新車両「たなばた号」を使用した「中央コース」が新設された。

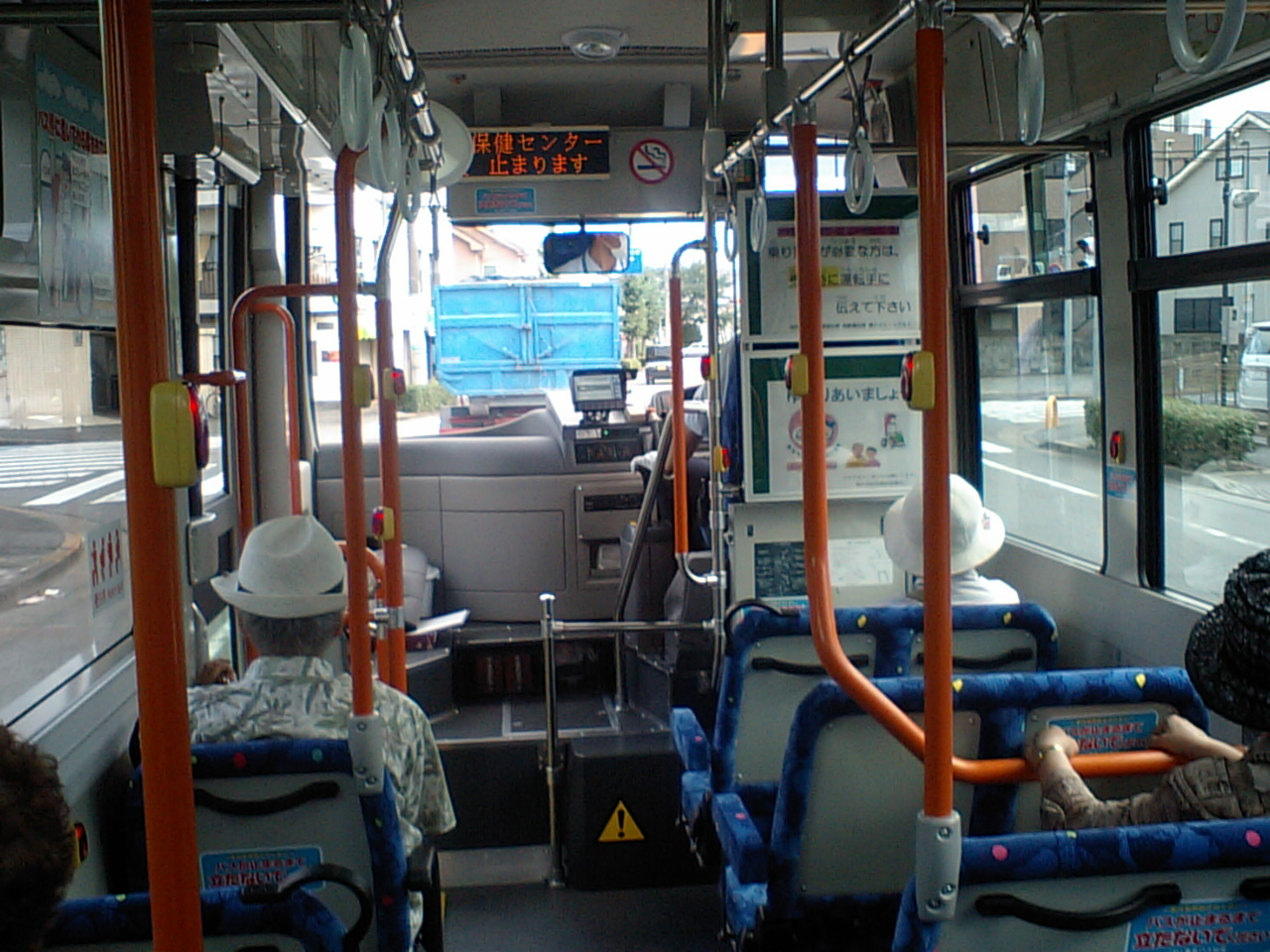
車内。運転席側シートを2人掛けとして座席数を増やしている。
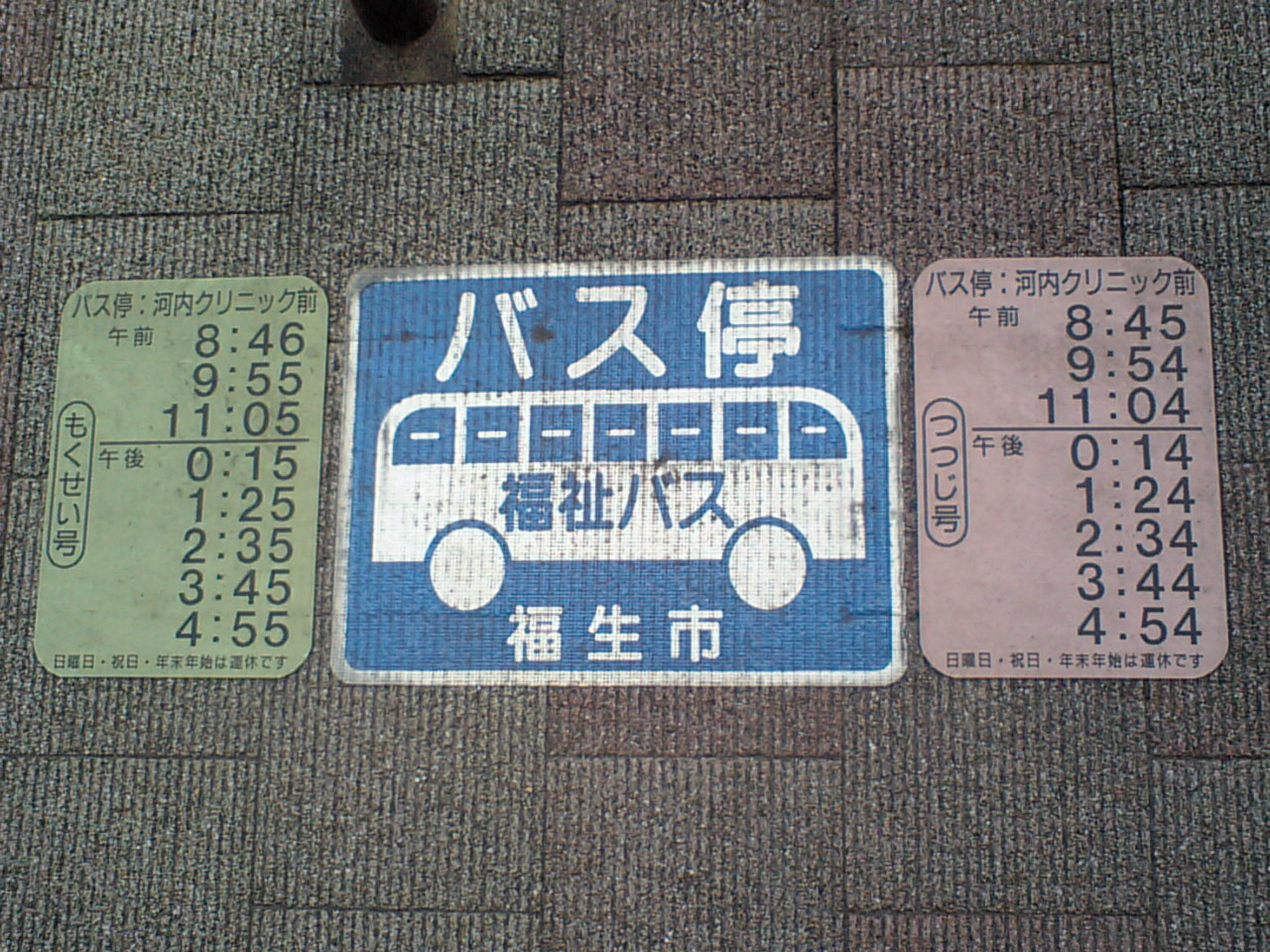
停留所。バス停ポールは無く、路面にマークと時刻表を表示している。

## 乗車資格
福生市内在住で、
1. 60歳以上の高齢者
2. 心身障害者（各種障害者手帳所持者）
3. 妊婦
4. 乳幼児、未就学児
5. 特別支援学級在籍児童生徒
6. 上記1. - 5.の介助・保護者

利用には、市役所または市内の福祉・公共施設での利用登録証の申請が必要。

## 運行内容
- 運行日 - 月曜日〜土曜日（日曜日・祝日・年末年始は運休）[12][11]
  - 車椅子での利用は、乗車希望日の前日までに社会福祉協議会まで連絡が必要である[16][11]。

### コース
詳細な経路や停留所については、福生市公式サイト内の「路線図」と「時刻表」を参照。

#### 福生コース（つつじ号）
- 福祉センター → 七小前歩道橋 → 市役所 → 中央体育館前 → 北田園二丁目 → りそな銀行向い → 福生警察署西 → 加美平二丁目北 → 武蔵野台一丁目北 → 保健センター → 第六小学校西 → 福生病院 → 大聖病院入口 → 牛浜駅北 → 山王橋南 → 熊川地域体育館 → 第五小学校向い →　福祉センター

#### 熊川コース（もくせい号）
- 福祉センター → 第二小学校南 → わかたけ会館前 → 多摩工業高校前 → 都営熊川第2アパート  → 熊川児童館前 →  保健センター → 第六小学校西 → 福生病院 → 大聖病院入口 → 市役所向い → 七小前歩道橋 → 第三中学校入口 → 福祉センター

#### 中央コース（たなばた号）
- 福祉センター → 熊川地域体育館前 → 牛浜駅東口 → 中央図書館 → 福祉センター → りそな銀行向い → わかぎり会館前 → 福生病院 → 福生地域体育館北 → 市役所 → 福祉センター

## 車両
- つつじ号・もくせい号・たなばた号の3台ともに、日野・ポンチョ（2代目・ロングボディ）を使用する[12]。
  - 運転席側の座席を2人掛けにして、一般的な路線仕様のポンチョよりも座席数を増やしている。定員32人。座席18人、立席14人、車椅子1台乗車可能[11]。
- 2008年の試行運行開始時の初代車両は、日野・リエッセおよびマイクロバスが使用されていたが、2010年の本格運行開始の際、現行車両のポンチョに代替されている[7][17]。